# Monaster św. Michała Archanioła w Prilepie
Monaster św. Michała Archanioła – prawosławny męski klasztor w najbliższym sąsiedztwie jednej z dzielnic Prilepu - Waroszu, na jednym ze wzgórz, na którym znajdowała się twierdza prilepska. Jurysdykcyjnie podlega eparchii prespańsko-pelagonijskiej Macedońskiego Kościoła Prawosławnego. Jeden z najważniejszych zabytków architektury sakralnej w Macedonii i centrów kultowych Macedońskiego Kościoła Prawosławnego.

## Historia
Monaster funkcjonował już przed 996, co sugeruje zapis na zachowanym nagrobku mnicha Andrzeja na dziedzińcu klasztornym. Fakt, iż główna cerkiew monasterska nosi wezwaniem św. Michała Archanioła sugeruje, że fundatorem obiektu mógł być car Borys I Michał, który przyjął na chrzcie imię Michał. Potwierdzeniem fundacji może być również fresk, na którym władcę tego ukazano w pozie typowej dla budowniczych cerkwi i klasztorów. Równocześnie ludowa tradycja, przekazywana w licznych pieśniach i w legendzie, przypisuje fundację monasteru królewiczowi Markowi i jego ojcu, Vukašinowi Mrnjavčeviciowi.
Kompleks monasterski był wielokrotnie odnawiany, przebudowywany i remontowany między X a XIX stuleciem. Freski zdobiące wnętrze cerkwi klasztornych były malowane i odnawiane w X, XI, XIII-XIV i XIX w., natomiast ikony będące na jej wyposażeniu zostały podarowane przez zamożnych wiernych z Prilepu w okresie bułgarskiego odrodzenia narodowego w XIX w.. Ci sami fundatorzy opłacili wzniesienie nowych budynków mieszkalnych dla mnichów, wzorowanych na starych domach w Prilepie. Monaster został odnowiony w 1861 z inicjatywy bułgarskich działaczy narodowych z Prilepu, co upamiętniała tablica na głównej cerkwi klasztornej, usunięta przez władze jugosłowiańskie w 1970.
Na terenie klasztoru znajduje się otaczane czcią przez wiernych źródło wody.
Główna cerkiew monasterska jest orientowana, jednonawowa, z pojedynczą półkolista absydą i położoną od zachodu dzwonnicą. W obecnej postaci funkcjonuje od przebudowy w 1861. Prawdopodobnie na miejscu świątyni znajdowała się starsza cerkiew, być może z II poł. XII w., jednak jej dokładne położenie jest nadal przedmiotem dyskusji. Z XII w. pochodzą również zachowane fragmenty pierwotnej dekoracji malarskiej wnętrza, przedstawiające postacie świętych biskupów i władców. Na zachodniej ścianie widnieje wizerunek mnicha Jana, jednego z opiekunów cerkwi.